# Джейсън отива в Ада: Последният петък
„Джейсън отива в Ада: Последният петък“ (на английски: Jason Goes to Hell: The Final Friday) е американски слашър филм на ужасите от 1993 г. Това е първият филм от поредицата, който се разпространява от New Line Cinema.

## Сюжет
Внимание:  Текстът по-долу разкрива сюжета на произведението (или части от него)!
Известно време след събитията от последния филм, безсмъртният сериен убиец Джейсън Ворхис се завръща в Кристъл Лейк. Той се опитва да убие млада жена, но попада в капана на ФБР, които го взривяват на парчета. Останките на Джейсън са пратени в моргата, където патолог е обладан от демоничната душа на Джейсън. Патологът изяжда сърцето му и се превръща в Джейсън, който с новото си тяло е готов да убива отново.

## Любопитно
В последните моменти от филма, ръката с популярната ръкавица на Фреди Крюгер (Кошмари на Елм Стрийт) излиза от земята и сграбчва маската на Джейсън, което е знак за бъдещ кросоувър филм между двамата.

## Актьорски състав
- Кейн Ходър – Джейсън Ворхис
- Джон Д. Лемай – Стивън Фриймън
- Кари Кийгън – Джесика Кимбъл
- Стивън Уилямс – Крейтън Дюк
- Алисън Смит – Вики
- Стивън Кълп – Робърт Кемпбъл
- Били Буш – шериф Ландис
- Ерин Грей – Диана Кимбъл
- Ръсти Шваймър – Джоуи Б.
- Лесли Джордън – Шелби
- Джош Бринън – Джош
- Кип Маркъс – Ранди